# Carrão
Carrão é um distrito localizado na zona leste do município de São Paulo pertencente à Subprefeitura de Aricanduva. O distrito é frequentemente chamado de "Vila Carrão", que na realidade é o nome de um dos bairros do distrito. O distrito está vindo com um grande desenvolvimento de apartamentos de alto padrão.

## História

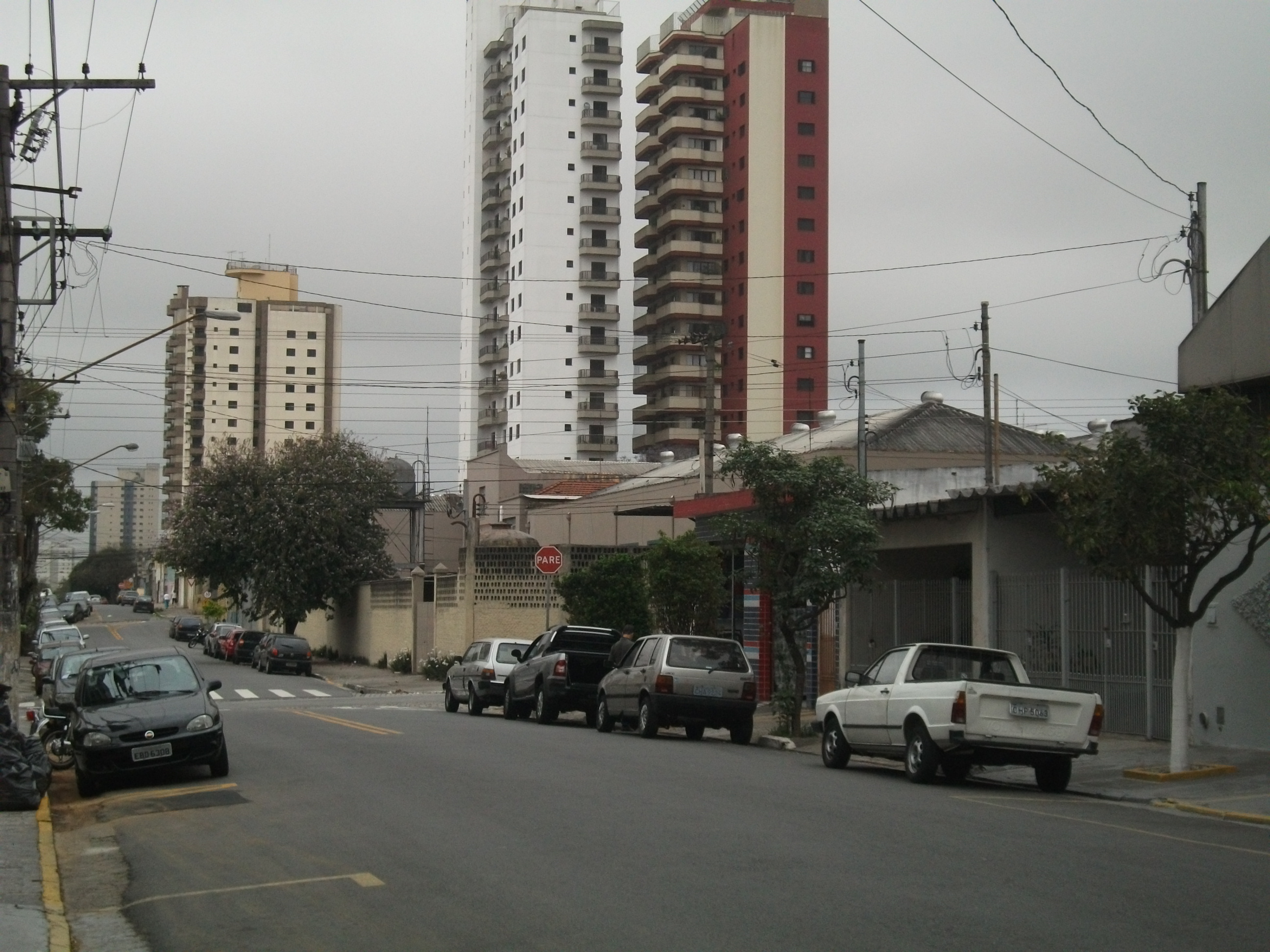
Rua da Vila Carrão

O nome do distrito foi uma homenagem a João da Silva Carrão, o Conselheiro Carrão, ex-presidente da província de São Paulo. Originou-se de um antigo sítio à beira de uma trilha por onde iam e vinham os gentios da aldeia de Piratininga à de Biacica ou Imbiacica (hoje o distrito de Itaim Paulista, Vila Curuçá e parte leste de Jardim Helena), trilha essa engrossada pelos bandeirantes em busca de ouro e índios para escravizar. Essas terras de acordo com alguns historiadores faziam parte da indefinida Sesmaria de João Ramalho, que ao longo dos anos passou pelas mãos de muitos proprietários e recebeu nomes como Tucuri, Bom Retiro e Chácara Carrão, aos poucos do vasto sítio Tucuri, Bom Retiro ou Chácara Carrão surgiram os bairros: Vila Carrão, Vila Nova Manchester, Vila Santa Isabel ,"Chácara Califórnia, Chácara Santo Antônio e Chácara Santo Estêvão, e o cenário agrícola foi dando lugar ao progresso.
A área do distrito, originalmente, fazia parte do distrito do Tatuapé como também os atuais distritos de Aricanduva e Vila Formosa, que foram se emancipando gradualmente por decretos da prefeitura. Os atuais limites do distrito foram estabelecidos em 1990 pela prefeita Luíza Erundina. Curiosamente, isso fez que o distrito de Carrão perdesse a Estação Carrão do metrô, já que com essa nova divisão, a estação ficou a poucos metros da divisa com o distrito de Carrão, em território do Tatuapé, de acordo com os mapas oficiais da Prefeitura de São Paulo.

## Atualidade
O Carrão é conhecido pela sua relevante comunidade de nipo-brasileiros, a maioria oriunda da província de Okinawa. A Associação Okinawa Vila Carrão, fundada em 1957, contava em 2011 com 3.000 associados. O Okinawa Festival, realizado anualmente no Clube Escola Vila Manchester, figura hoje como um dos maiores eventos promovidos pela colônia japonesa na cidade de São Paulo, fazendo parte do calendário oficial de eventos do município.
Atualmente o Carrão vive um processo de grande expansão imobiliária, com frequentes lançamentos de novos edifícios residenciais de alto padrão, e de alguns notáveis conjuntos comerciais. Por causa disso, o trânsito no distrito está cada vez mais caótico; um levantamento feito em 2012 mostrou que a Avenida Conselheiro Carrão, principal avenida comercial do distrito, estava entre as dez vias mais congestionadas da cidade, com índice de lentidão maior, inclusive, que a Avenida Rebouças, uma das principais ligações entre o Centro e a Zona Oeste de São Paulo.
Um possível atenuante para o trânsito seria a chegada do metrô na região. De fato, a extensão da Linha 2-Verde do metrô contribuirá com duas estações de metrô no distrito, a estação Guilherme Giorgi e a estação Nova Manchester, além de outras estações nos distritos vizinhos.
Segundo levantamento baseado nos questionários do Censo 2010, o Carrão é a região demograficamente mais paulista dentro da metrópole.

## Demografia
Evolução demográfica do distrito do Carrão

## Bairros
Carrão está dividido em oito bairros.
- Chácara Califórnia
- Chácara Santo Antônio
- Vila Carrão
- Vila Nova Manchester
- Vila Santa Isabel
- Jardim Têxtil (parte)
- Vila Santo Estevão
- Carrãozinho

## Distritos limítrofes
- Tatuapé (Oeste)
- Vila Matilde (Norte)
- Aricanduva (Sudeste)
- Vila Formosa (Sul)